# Zwei Welten (film 1930)
Zwei Welten è un film del 1930 diretto da Ewald André Dupont.

## Produzione
Il film fu prodotto dalla Greenbaum-Film GmbH (Berlin) e dalla British International Pictures Ltd. (B.I.P.) (London) come versione tedesca di Due mondi con un cast artistico totalmente differente dalla produzione britannica.

## Distribuzione
Distribuito dalla Bayerische Filmgesellschaft m.b.H., fu presentato in prima al Capitol di Berlino il 16 settembre 1930 con il visto di censura M.03630 che ne proibiva la visione ai minori.